# Raúl Asencio
Raúl Asencio del Rosario (Las Palmas, 13. veljače 2003.) španjolski je nogometaš koji igra na poziciji stopera. Trenutačno igra za Real Madrid.

## Klupska karijera

### Mlađi uzrasti
Rođen u Las Palmasu na Kanarskim otocima, Asencio je započeo svoj nogometni put u lokalnom klubu Veteranos del Pilar, prije nego što se pridružio Las Palmasu. Kao trinaestogodišnjak, pridružio se mlađim uzrastima španjolskog prvoligaša Real Madrida.

### Seniorska karijera
Svoje prve seniorske korake napravio je u RSC Internacionalu, nakon kojeg se vratio nastupati za rezervni sastav Real Madrida. Tamo su ga ocijenili kao jednog od najvažnijih igrača u sastavu.

### Real Madrid
U sezoni 2024./25., Asencio je pridružen prvoj momčadi, zbog nedostatka rješenja na stoperskim pozicijama nakon ozljeda Davida Alabe i Édera Militãoa. Svoj prvi ligaški nastup upisao je 9. studenoga 2024. godine, u visokoj pobjedi od 4:0 nad Osasunom. Prvi nastup u Ligi prvaka, zabilježio je 27. studenoga 2024. u porazu od 2:0 od engleskog Liverpoola. Prvi nastup u španjolskom kupu, upisao je 6. siječnja 2025. u pobjedi od 5:0 nad niželigašom Minerom.

## Reprezentativna karijera
U ožujku 2025. godine, Asencio je dobio prvi poziv reprezentacije Španjolske za utakmice četvrtfinala Lige nacija protiv Nizozemske. Na tim utakmicama nije zabilježio nastup.

## Priznanja

### Klupska
Real Madrid
- FIFA Interkontinentalni kup (1): 2024.[8]

## Vanjske poveznice
- Profil, Soccerway (engl.)
- Profil, Transfermarkt (engl.)